# 비토르 바이아
비토르 마누엘 마르틴스 바이아(포르투갈어: Vítor Manuel Martins Baía, 1969년 10월 15일 ~ )는 포르투갈의 은퇴한 축구 선수로, 포지션은 골키퍼였다.

## 경력

### 클럽
1988년 포르투 소속으로 데뷔했다. 1996년 스페인의 바르셀로나로 이적했지만 큰 활약을 보여주지 못했고 1999년 포르투로 이적하면서 포르투갈 무대에 복귀하게 된다.
포르투 소속으로 뛰는 동안 팀의 프리메이라리가 10회 우승(1989–90, 1991–92, 1992–93, 1994–95, 1995–96, 1998–99, 2002–03, 2003–04, 2005–06, 2006–07)과 타사 드 포르투갈 5회 우승(1990–91, 1993–94, 1999–2000, 2002–03, 2005–06), 수페르타사 캉디두 드 포르투갈 8회 우승(1990, 1991, 1993, 1994, 1996, 2003, 2004, 2006), UEFA 챔피언스리그 1회 우승(2003–04), UEFA컵 1회 우승(2002–03), 인터콘티넨털컵 1회 우승 (2004)에 공헌했으며 2007년 현역 은퇴했다.

### 국가대표
1990년 12월 19일에 열린 미국과의 친선 경기에서 데뷔했으며 UEFA 유로 1996과 UEFA 유로 2000, 2002년 FIFA 월드컵에서 포르투갈 대표로 출전했다. 포르투갈 대표팀에서 뛰는 동안 80경기에 출전했으며 2002년 대표팀에서 은퇴했다. UEFA 유로 2004 개막을 앞두고 있던 루이스 펠리피 스콜라리 포르투갈 대표팀 감독이 그에게 대표팀 복귀를 제안했지만 거절했다.

## 수상

### 클럽
포르투
- UEFA 챔피언스리그 1회 우승 (2003–04)
- UEFA컵 1회 우승 (2002–03)
- 인터콘티넨털컵 1회 우승 (2004)
- 프리메이라리가 10회 우승 (1989–90, 1991–92, 1992–93, 1994–95, 1995–96, 1998–99, 2002–03, 2003–04, 2005–06, 2006–07)
- 타사 드 포르투갈 5회 우승 (1990–91, 1993–94, 1999–2000, 2002–03, 2005–06)
- 수페르타사 캉디두 드 포르투갈 8회 우승 (1990, 1991, 1993, 1994, 1996, 2003, 2004, 2006)

바르셀로나
- UEFA 컵 위너스컵 우승 1회 (1996–97)
- 라 리가 1회 우승 (1997–98)
- 코파 델 레이 2회 우승 (1996–97, 1997–98)
- 수페르코파 데 에스파냐 1회 우승 (1996)

### 개인
- 포르투갈 올해의 축구 선수 2회 선정 (1988–89, 1990–91)
- 포르투갈 골든볼 1회 수상 (1991–92)
- UEFA 클럽 풋볼 어워드 1회 수상 (2003–04)